# Jacob Broom
Jacob Broom (Wilmington (Delaware), 17 oktober 1752 - Philadelphia (Pennsylvania), 25 april 1810) was een Amerikaans ondernemer en politicus. Hij was afgevaardigde bij de Constitutional Convention en een van de ondertekenaars van de Amerikaanse grondwet.

## Levensloop
Broom werd geboren op in een rijke boerenfamilie. Hij groeide op in Wilmington en was op jonge leeftijd zeer actief in het publieke leven. Op zijn 24e werd Broomer gekozen als vice-burgemeester. Later zou hij ook vier keer gekozen worden als burgemeester.
De moeder van Broom was Quaker. Deze pacifistische invloeden deden hem besluiten niet mee te vechten In de Amerikaanse Onafhankelijkheidsoorlog. Wel stond hij generaal George Washington bijvoorbeeld bij in de voorbereiding van de Slag bij Brandywine door gedetailleerde kaarten te maken van het gebied. 
Zijn stad vaardigde Broom in 1784 af naar de Wetgevende Vergadering van de staat Delaware. Van daaruit werd hij in 1786 weer afgevaardigd naar de Annapolis Convention, maar was verhinderd.In 1789 werd Broom opnieuw afgevaardigd, nu naar de Constitutional Convention. Hij was zelf een groot voorstander van een sterke centrale regering. Ook wilde hij een zittingstermijn van negen jaar voor senatoren en dat Congresleden betaald zouden worden door hun staat. Verder wilde Broom dat het Congres de mogelijkheid zou krijgen om wetten om staatsniveau te vetoën.
Na de Conventie keerde Broom terug naar Wilmington. Hij bleef actief in de lokale politiek, was jarenlang voorzitter van de Raad van Bestuur van de plaatselijke bank en leverde een bijdrage aan verbetering van kanalen, bruggen en tolwegen.
Baldwin · Bassett · Bedford · Blair · Blount · Brearley · Broom · Butler · Carroll · Clymer · Daniel · Dayton · Dickinson · Few · Fitzsimons · Franklin · Gilman · Gorham · Hamilton · Ingersoll · Johnson · King · Langdon · Livingston · Madison · McHenry · Mifflin · G. Morris · R. Morris · Paterson · C. C. Pinckney · Pinckney · Read · Rutledge · Sherman · Spaight · Washington · Williamson · Wilson
- Library of Congress Control Number: n87926584
- SNAC: w6zg7c4b
- Virtual International Authority File: 35987748
- WorldCat: E39PBJrmdQfkKhRfCHk3FCqCwC